# Ville-en-Blaisois
 Ville-en-Blaisois  es una población y comuna francesa, en la región de Champaña-Ardenas, departamento de Alto Marne, en el distrito de Saint-Dizier y cantón de Wassy.

## Demografía
| 230 | 227 | 211 | 188 | 168 | 155 |
| Para los censos de 1962 a 1999 la población legal corresponde a la población sin duplicidades (Fuente: INSEE [Consultar]) |     |     |     |     |     |